# Västmanlands mellersta tingsrätt
Västmanlands mellersta tingsrätt var en tingsrätt i Sverige med kansli i Fagersta. Tingsrättens domsaga  omfattade kommunerna Norberg och Fagersta. Tingsrätten och dess domsaga ingick i domkretsen för Svea hovrätt. Tingsrätten och dess domsaga uppgick 1974 i Sala tingsrätt och domsaga.

## Administrativ historik
Vid tingsrättsreformen 1971 bildades denna tingsrätt i Fagersta av  delar av häradsrätten för Västmanlands mellersta domsagas tingslag. Domkretsen bildades av delar ur tingslaget. 1971 omfattade domsagan Fagersta och Norbergs kommuner.  1974 upphörde Västmanlands mellersta tingsrätt och dess domsaga med Norbergs kommun och Fagersta kommun till denna domsaga tillfördes Sala domsaga. Tingsplats var Fagersta och Norberg.

## Lagman
- 1971–1973 Sven-David Sanne